# Sunao Kasahara
Sunao Kasahara (japanisch 笠原 淳 Kasahara Sunao; * 21. Juli 1989 in Niigata, Präfektur Niigata) ist ein japanischer Fußballspieler.

## Karriere
Kasahara erlernte das Fußballspielen in der Jugendmannschaft der Niigata Eagles, in den Schulmannschaften der Niigata School sowie in der Universitätsmannschaft der Gakugei-Universität Tokio. Seinen ersten Vertrag unterschrieb er 2014 beim FC Ryūkyū. Der Verein spielte in der dritthöchsten Liga des Landes, der J3 League. Für den Verein absolvierte er zehn Ligaspiele. 2015 wechselte er zu Saurcos Fukui. Für den Verein absolvierte er sechs Ligaspiele. 2016 unterschrieb er einen Vertrag beim Drittligisten Grulla Morioka (heute: Iwate Grulla Morioka). 2020 wechselte er nach Kusatsu zum Viertligisten MIO Biwako Shiga. Nach zwei Jahren, in denen er ein Viertligaspiel bestritt, wechselte er zum Ligakonkurrenten FC Osaka.